# 黄草坝水库 (新平)
黄草坝水库，位于中华人民共和国云南省南部新平彝族傣族自治县建兴乡黄草坝村，是元江右岸支流挖窑河上游的中型水库。水库于1986年3月开工建设，1992年7月完工。水库集水面积56平方千米，总库容3460万立方米。水库大坝为风化料分区坝，坝高59.20米，坝顶长226米，宽8米。水库电站装机容量1260千瓦，年发电量153万千瓦时。水库以灌溉为主，兼顾防洪、发电、集镇供水等。水库保护下游0.4万人口和733公顷耕地；水库有效灌溉面积3150公顷，年供水量5032万立方米。